# Al-Qastal
Qasr al-Qastal (även Quṣayr al-Qastal och al-Qastal,arabiska قصر القسطل) är en ökenborg i södra Jordanien. Det är ett av de kvarvarande Ökenslotten i Jordanien, byggnaden och området al-Qastal är upptagen på Unescos
 lista över tentativa världsarv. Qasr betyder palats eller borg.

## Byggnaden
Ökenslottet ligger i Huvudstadsprovinsen, i orten al-Qastal cirka 25 km sydöst om huvudstaden Amman och cirka 10 km nordväst om Qasr Mushatta. Slottet är ett av de bäst bevarade ökenslotten trots att mycket av byggnaden har förstörts under ortens expansion.
Byggnaden är huvudsakligen uppfört i kalkstenblock och tegelsten med en omgivande mur och 4 hörntorn och ytterligare 12 torn. Hela byggnaden mäter cirka 68 meter x 68 meter och är utsmyckad med detaljerade stendekorationer, välvda tak och mosaiker. Byggnaden har en entréportal på den östra sidan och på borggården finns huvudbyggnaden och 6 småhus (s.k. bayts) med 5 rum vardera, audienshallen är konstruerad som en tredelad absid.
Inom området finns en moské med minaret och en begravningsplats. I anslutning till området finns ett 30 x 22 meter stort vattenmagasin och ett 100-tal cisterner. I närheten finns även en badanläggning i likhet med Qasr Hallabat. Ytterligare längre bort fanns en 400 meter lång vattendam med en kapacitet av över 2 miljoner kubikmeter vatten.

## Historia
Qasr al-Qastal uppfördes under umayyadernas kalifat troligen under kalifen Yazid II kring år 700. Bygget fungerade bland annat som en central karavanstation.
Några av gravstenarna härrörande från Umayyadkalifatet och Abbasidkalifatet och mosaikerna finns idag på Archaeological Museum i Madaba.
2001 uppsattes platsen på Unescos tentativa världsarvslista.